# East Los Angeles

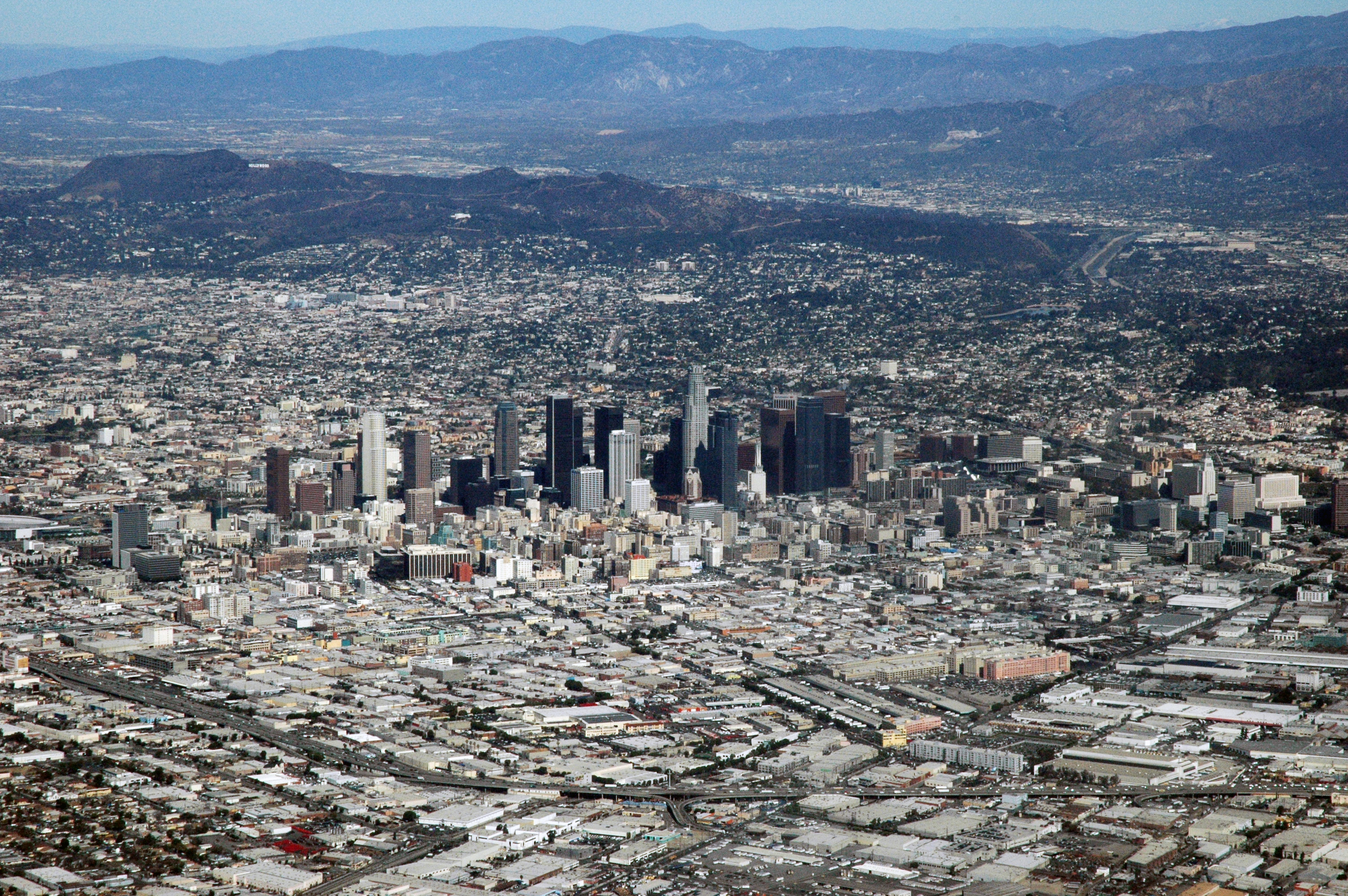
Los Angeles vista dall'aria guardando a nordovest

Est Los Angeles (comunemente chiamata EastSide) è una regione della Città di Los Angeles che si trova ad est del centro o Downtown di Los Angeles e del fiume Los Angeles. Ad ovest della valle di San Gabriel e della Area non incorporata denominata East Los Angeles. A sud del quartiere di Cypress Park ed a nord delle città di Vernon e Commerce.

## Distretti e quartieri dell'East Los Angeles
- Aliso Village
- Atwater Village
- Boyle Heights
- Brooklyn Heights

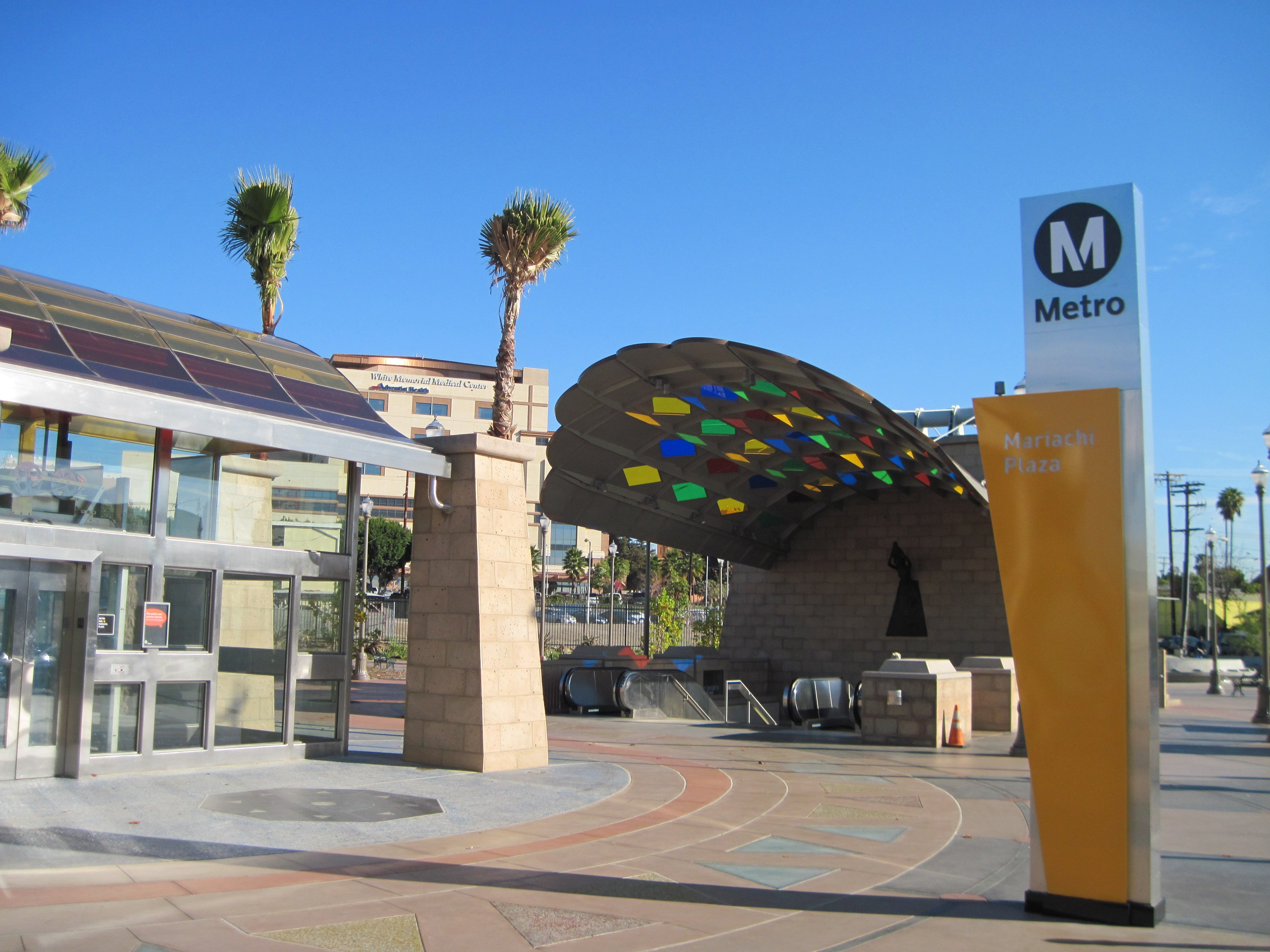
Linea Oro della metropolitana alla stazione di Mariachi Plaza

- "California Stateside"/University Hills
- Cypress Park
- Eagle Rock
- El Sereno
- Garvanza
- Glassell Park
- Hermon
- Highland Park
- Lincoln Heights
- Montecito Heights
- Monterey Hills
- Mount Washington

Vedi anche:
- Bell Gardens
- City Terrace
- City of Commerce
- La Puente
- Montebello
- Monterey Park
- Pico Rivera
- Whittier